# 格利奇鎮區 (北卡羅萊納州安森縣)
格利奇鎮區（英語：Gulledge Township）是位於美國北卡羅萊納州安森縣的一個鎮區。

## 地方資料
格利奇鎮區的面積為174.30平方千米，皆為陸地。根據2020年美國人口普查的數據，當地共有人口1768人，而人口密度為每平方千米10.14人。